# Требе, Элла
Элла Требе (нем. Ella Trebe, урожд. Элла Байер нем. Ella Beyer; 6 сентября 1902 года, Берлин, Германия — 11 августа 1943 года, Заксенхаузен, Германия) — коммунистка, антифашист, член движения Сопротивления во время Второй мировой войны, член организации «Красная капелла».

## Биография
Элла Требе работала слесарем на заводах Lewin и AEG в Берлине, куда переехала жить семья. Её политическая деятельность началась в 1922 году с вступления в Немецкий профсоюз металлургов (DMV). В 1926 году вступила в Коммунистическую партию Германии (KPD). В 1929 году участвовала в выборах в городское собрание от своего района.
После захвата нацистами власти в Германии участвовала в подпольной деятельности компартии в Берлине. С началом Второй мировой войны познакомилась с Вильгельмом Гуддорфом, вместе с которым была связной между группами движения сопротивления внутри страны и за рубежом. Весной 1943 года Элла Требе, к тому времени вышедшая замуж и поменявшая фамилию, укрыла у себя дома борца движения сопротивления Эрнста Бойтке. Но в том же году она и все члены её семьи были арестованы гестапо по обвинению в «пособничестве врагу» и депортированы в концентрационный лагерь в Заксенхаузене.
11 августа 1943 года Элла Трибе была убита в Заксенхаузене вместе с 30-ю другими антифашистами.